# Aderlán Santos
Aderlán Leandro de Jesus Santos, plus connu sous le nom de Aderlán Santos, est un footballeur brésilien né le 9 avril 1989 à Salgueiro. Il évolue au poste de défenseur central au Rio Ave FC.

## Biographie
Prêté pour six mois à Rio Ave par l'Al-Ahli SC, il s'engage définitivement pour deux saisons en faveur des Rioavistas à l'été 2020.